# Жура
Жу́ра (рум. Jura) — село в Рыбницком районе непризнанной Приднестровской Молдавской Республики.
До трассы Рыбница—Тирасполь 5 км. Расстояние до районного центра Рыбница — 30 км. Расстояние до Кишинева — 75 км.
В 2006 году открылась газораспределительная станция, которая позволит полностью газифицировать село.
В селе установлен памятник воину-освободителю в виде советского солдата с автоматом ППШ и плитами, на которых высечены фамилии жителей села, погибших в боях за Родину.
Расположено у одной из самых живописных излучин Днестра в Молдове. На противоположном обрывистом берегу реки располагается лесной природный заповедник Коблень, включающий участок реликтового леса с многочисленными видами редких животных и птиц, в том числе занесенных в Красную Книгу.

## Топографические карты
- Лист карты L-35-23 Красные  Окны. Масштаб: 1 : 100 000. Состояние местности на 1984 год. Издание 1987 г.

## Фотографии
- Центральная улица
- Вид на Днестр со стороны села
- Продуктовый магазин
- Одна из улиц
- Кладбище. Слева виднеется низменность Днестра
- На берегу Днестра
- Днестр. Вид на молдавскую сторону 1
- Днестр. Вид на молдавскую сторону 2
- Жура. Панорама Днестра